# Aromatizirano voćno vino
Aromatizirano voćno vino je vrsta voćnog vina. Ovaj se prehrambeni proizvod dobiva od voćnog vina čiji sadržaj stvarnog alkohola je najmanje 13,0 % vol., ali najviše 22,0 % vol. ukupnog alkohola i u čijoj se proizvodnji koriste prirodne arome, prirodni aromatski pripravci te aromatične biljke i njihovi plodovi. Pri tome je dopuštena uporaba aditiva i pomoćnih sredstava sukladno odredbama Pravilnika o prehrambenim aditivima. Pored toga, smiju se dodavati voćni sok, koncentrirani voćni sok, alkohol voćnog podrijetla, voćna rakija i šećer (saharoza) i pri tome udio temeljnog vina mora iznositi najmanje 75 %.